# Staatsmeisterschaft von Rio Grande do Sul (Frauenfußball)
Die Staatsmeisterschaft von Rio Grande do Sul für Frauenfußball (portugiesisch Campeonato Gaúcho de Futebol Feminino) ist die seit 1997 ausgetragene Vereinsmeisterschaft im Frauenfußball des Bundesstaates Rio Grande do Sul in Brasilien.

## Geschichte
Bereits nach der Aufhebung der Prohibition auf den Frauenfußball in Brasilien 1979 wurden im Staat Rio Grande do Sul erste Frauenmannschaften gegründet. Grêmio FBPA eröffnete 1980 erstmals eine eigene Frauensektion, doch das erste im Landesverband offiziell anerkannte Frauenfußballspiel wurde ausgetragen zwischen dem SC Rio Grande und dem CE Bento Gonçalves als Vorspiel einer Begegnung der Herren des Grêmio FBPA und des FC São Paulo am 16. April 1983 im Estádio Olímpico Monumental zu Porto Alegre. Nachdem aber im selben Jahr auch der SC Internacional eine Frauenmannschaft aufgestellt hatte, wurde in der zweiten Jahreshälfte eine erste Staatsmeisterschaft mit sechs Vereinen ausgetragen. Ein zweiter Meisterschaftswettkampf folgte im Jahr darauf, dieses Mal aber nur mit fünf Teilnehmern, nachdem Grêmio sein Frauenteam wieder aufgelöst hatte.
Für die folgenden Jahre liegen keine Dokumente für weitere offizielle Meisterschaftsrunden vor. Erst im Zuge eines von der CBF initiierten Anstoßes zur Professionalisierung des brasilianischen Frauenfußballs ist der Meisterschaftswettbewerb 1997 wiederbelebt wurden. Wie schon im Herrenfußball wurde auch die Frauenmeisterschaft sogleich von den beiden Spitzenclubs aus der Hauptstadt Porto Alegre dominiert, dem SC Internacional und dem Grêmio FBPA. Diese Phase der Professionalisierung endete mit dem erneuten Ausstieg der beiden Clubs aus dem Frauenfußball in den ersten Jahren nach der Jahrtausendwende. Die Meisterschaft wurde danach von kleineren Vereinen aus dem Inland oder kommunal geförderten Spielgemeinschaften getragen, von denen jene der ehemaligen Vereinsaktiven Eduarda „Duda“ Marranghello Luizelli zu bemerken ist, die eine der prägenden Gestalten des Frauenfußballs in Rio Grande do Sul ist. Angeregt durch einen neuerlichen Professionalisierungsprozess, der nun auch vom Kontinentalverband CONMEBOL forciert wurde, sind Internacional und Grêmio in der Saison 2017 in den Frauenfußball zurückgekehrt. In jener Spielzeit haben fünfzehn Vereine am Wettbewerb teilgenommen, womit die Gaúcho-Meisterschaft direkt hinter jener des Staates São Paulo (Campeonato Paulista Feminino) rangiert, gleichwohl diese als noch deutlich spielstärker gilt.
Zu Beginn wurde die Staatsmeisterschaft von dem Landesverband Federação Gaúcha de Futebol (FGF) ausgerichtet. Ab 2011 oblagt die Wettbewerbsorganisierung der eigens für den Frauenfußball neugebildeten Associação Gaúcha de Futebol Feminino (AGFF), die allerdings 2017 mit der FGF fusionierte.
Seit 2007 wird über die Staatsmeisterschaft die Qualifikation für die Copa do Brasil Feminino und seit 2017 über jene zur nationalen brasilianischen Meisterschaft, zuerst für deren zweite Liga (Série A2) und seit 2021 für die dritte Liga (Série A3), entschieden.

## Meisterschaftshistorie

### Ehrentafel der Gewinner
| Rekordmeister: SC Internacional | 0 | 12 Siege | SC Internacional (Porto Alegre) |
| Rekordmeister: SC Internacional | 0 | 05 Siege | Grêmio FBPA (Porto Alegre) |
| Rekordmeister: SC Internacional | 0 | 03 Siege | EC Juventude (Caxias do Sul) |
| Rekordmeister: SC Internacional | 0 | 02 Siege | Duda/Canoas SC (Canoas) |
| Rekordmeister: SC Internacional | 0 | 01 Sieg  | EC Pelotas (Pelotas) SC Torrense (Torres) Canoas SC/Gaúcho FF (Canoas) Flores da Cunha FF (Flores da Cunha) Atlético Tapejarense (Tapejara) CER Atlântico (Erechim) Grêmio Esportivo Onze Unidos (Cachoeirinha) |

### Chronologie der Meister
| Saison                                           | Meister                          | Vizemeister                      | Torschützenkönigin                                                   |        |
| ------------------------------------------------ | -------------------------------- | -------------------------------- | -------------------------------------------------------------------- | ------ |
| 1983                                             | SC Internacional                 | Grêmio FBPA                      | ?                                                                    | [ 1 ]  |
| 1984                                             | SC Internacional                 | CE Bento Gonçalves               | ?                                                                    | [ 2 ]  |
| Kein Meisterschaftswettbewerb von 1985 bis 1996. |                                  |                                  |                                                                      |        |
| 1997                                             | SC Internacional                 | Esportivo Gramadense             | ?                                                                    |        |
| 1998                                             | SC Internacional                 | Grêmio FBPA                      | ?                                                                    |        |
| 1999                                             | SC Internacional                 | Grêmio FBPA                      | ?                                                                    |        |
| 2000                                             | Grêmio FBPA                      | SC Internacional                 | ?                                                                    |        |
| 2001                                             | Grêmio FBPA                      | SC Internacional                 | ?                                                                    |        |
| 2002                                             | SC Internacional                 | Grêmio FBPA                      | ?                                                                    |        |
| 2003                                             | SC Internacional                 | Veranópolis ECRC                 | ?                                                                    |        |
| 2004                                             | EC Juventude                     | Duda/Lázio                       | ?                                                                    |        |
| 2005                                             | EC Juventude                     | AE Vernisul                      | ?                                                                    |        |
| 2006                                             | EC Juventude                     | AE Vernisul                      | ?                                                                    |        |
| 2007                                             | Meisterschaft nicht ausgetragen. | Meisterschaft nicht ausgetragen. | Meisterschaft nicht ausgetragen.                                     |        |
| 2008                                             | EC Pelotas                       | EC Juventude                     | ?                                                                    |        |
| 2009                                             | SC Torrense                      | SC Black Show                    | ?                                                                    |        |
| 2010                                             | Canoas SC/Gaúcho FF              | Escolinha Flamengo               | ?                                                                    |        |
| 2011                                             | Flores da Cunha FF               | Duda/Internacional               | ?                                                                    | [ 3 ]  |
| 2012                                             | Atlético Tapejarense             | EC Ijuío                         | Elisa (Atlético Tapejarense; 36)                                     |        |
| 2013                                             | CER Atlântico                    | Duda/Canoas SC                   | ?                                                                    |        |
| 2014                                             | Grêmio Esportivo Onze Unidos     | Duda/Canoas                      | ?                                                                    |        |
| 2015                                             | Duda/Canoas                      | CER Atlântico                    | Karina Balestra (Duda/Canoas; 18)                                    | [ 4 ]  |
| 2016                                             | Duda/Canoas                      | SC Black Show                    | Karina Balestra (Duda/Canoas; 32)                                    | [ 5 ]  |
| 2017                                             | SC Internacional                 | Grêmio FBPA                      | Karina Balestra (Grêmio FBPA; 34)                                    |        |
| 2018                                             | Grêmio FBPA                      | SC Internacional                 | Daiane Moretti (SC Internacional; 16)                                | [ 6 ]  |
| 2019                                             | SC Internacional                 | Grêmio FBPA                      | Shasha (SC Internacional; 17)                                        | [ 7 ]  |
| 2020                                             | SC Internacional                 | Grêmio FBPA                      |                                                                      | [ 8 ]  |
| 2021                                             | SC Internacional                 | Grêmio FBPA                      | Eudimilla Rodrigues (Grêmio FBPA; 11) Laís Estevam (Grêmio FBPA; 11) | [ 9 ]  |
| 2022                                             | Grêmio FBPA                      | SC Internacional                 |                                                                      | [ 10 ] |
| 2023                                             | SC Internacional                 | Grêmio FBPA                      | Thalita Lacerda (EC Juventude; 16)                                   | [ 11 ] |
| 2024                                             | Grêmio FBPA                      | SC Internacional                 | Julieta Morales (SC Internacional; 10) Isadora (SERC Brasil; 10)     | [ 12 ] |